# Pierre de Foix (Lautrec)
Pierre de Foix (* nach 1423; † 1454) war der zweitgeborene Sohn des Grafen Johann I. von Foix und dessen zweiter Ehefrau Jeanne d’Albret. Aus dem Erbe seines Vaters erhielt er nach dessen Tod 1436 die Vizegrafschaft Lautrec und begründete die dort ansässige Nebenlinie des Hauses Foix-Grailly, die bis in die Mitte des 16. Jahrhunderts existierte.
Pierre de Foix gehörte dem Hof des Königs Karl VII. von Frankreich an, wo er eine Erziehung und Ausbildung zum Ritter erhielt. Zu Beginn der fünfziger Jahre des 15. Jahrhunderts nahm er im Gefolge seines älteren Bruders Graf Gaston IV. von Foix an der letzten großen Offensive Frankreichs während des Hundertjährigen Krieges gegen England in der Gascogne teil. Dabei kämpfte Pierre de Foix vermutlich auch in der Schlacht von Castillon am 17. Juli 1453 mit. Während der Belagerung von Blanquefort im Juli 1454 setzten sich die Brüder de Foix vom königlich-französischen Heer ab um die Stadt Cadillac zu belagern. Nach deren erfolgreicher Einnahme verstarb Pierre de Foix wenige Tage später.
Pierre de Foix war seit 1449 mit Catharine, einer Tochter des Grafen Johann III. von Astarac und dessen Ehefrau Jeanne de Barbazon, verheiratet. Einziges Kind dieser Ehe war der postum geborene Sohn Jean.